# Nepal Police Club
Il Nepal Police Club, precedentemente noto come Mahendra Police Club, è una società calcistica nepalese che appartiene alla polizia dipartimentale del Nepal. Oltre alla sezione calcistica, ha anche una sezione di cricket. Milita nella massima serie nepalese.

## Storia
La squadra è nata nel 1952 con la denominazione di Mahendra Police Club, che prende il nome dal re Mahendra Bir Bikram Shah Dev, il Mahendra Police Club fa parte della nuova Nepal League sin dalla sua fondazione nel 2003. Il club ha finito la stagione 2004-2005 arrivando al secondo posto, mentre l'anno successivo è arrivato terzo.

### Anno 2007
L'anno 2007 è stato il migliore per il Mahendra Police Club. Ha iniziato bene la stagione 2006-2007, grazie a un perfetto mix di giocatori esperti e dilettanti, e riuscito a vincere il titolo della Martyr's Memorial A-Division League. Un altro risultato importante è stato il secondo posto nella Coppa del Presidente dell'AFC 2007. Dopo aver battuto in semifinale il Regar Tursunzoda, perse in finale contro il Dordoi-Dynamo, ma rimase il miglior traguardo raggiunto dalla squadra in campo internazionale.

## Palmarès

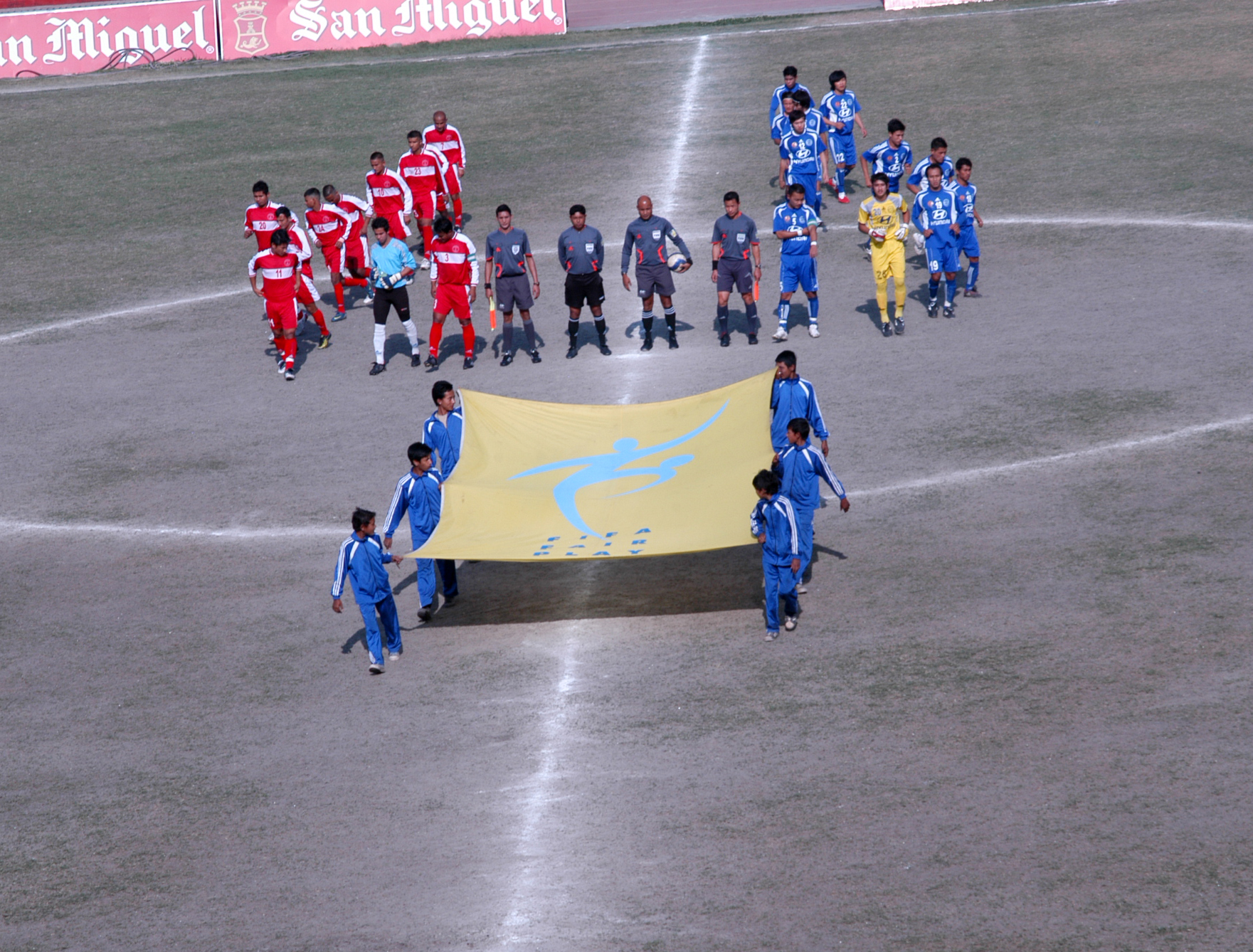
I giocatori del Nepal Police Club (Maglia rossa), giocando contro i Three Star Club (Maglia blu)

- Martyr's Memorial A-Division League: 3

2006-2007, 2010, 2011
- Nepal National League Cup: 2

1998, 1999
- Tribhuvan Challenge Shield: 4

1978, 1979, 1981, 1983
- Aaha Gold Cup: 5

2002 (poi Caravan Gold Cup), 2003, 2008, 2009, 2010
- Budha Subba Gold Cup: 3

2000, 2001, 2003
- Khukuri Gold Cup: 1

2004
- Mahendra Gold Cup: 1

2004

## Risultati nelle competizioni AFC
- AFC Champions League: 1 apparizione

1997-1998: Primo turno
- Coppa del Presidente dell'AFC: 4 apparizioni

2007: Finalista
2008: Semifinalista
2009: 4º nella Fase a gironi
2011: 4º nella Fase a gironi
- Coppa delle Coppe dell'AFC: 1 apparizione

1998-1999: Primo turno

## Organico

### Rosa
| N. |                  | Ruolo | Calciatore     |
| -- | ---------------- | ----- | -------------- |
|    | Nepal (bandiera) | P     | Ritesh Thapa   |
|    | Nepal (bandiera) | D     | Rabin Shrestha |
|    | Nepal (bandiera) | C     | Bhola Silwal   |

| N. |                  | Ruolo | Calciatore  |
| -- | ---------------- | ----- | ----------- |
|    | Nepal (bandiera) | A     | Ju Manu Rai |

## Sezione Cricket
Il Nepal Police è una delle tre squadre dipartimentali che gioca nella National League Cricket, insieme ad altre otto squadre regionali.